# Сален (Канталь)
Сале́н (фр. и окс. Salins) — коммуна во Франции, находится в регионе Овернь. Департамент — Канталь. Входит в состав кантона Морьяк. Округ коммуны — Морьяк.
Код INSEE коммуны — 15220.
Коммуна расположена приблизительно в 410 км к югу от Парижа, в 85 км юго-западнее Клермон-Феррана, в 30 км к северу от Орийака.

## Население
Население коммуны на 2008 год составляло 158 человек.
| 1962 | 1968 | 1975 | 1982 | 1990 | 1999 | 2008 |
| ---- | ---- | ---- | ---- | ---- | ---- | ---- |
| 214  | 215  | 173  | 159  | 164  | 153  | 158  |

## Администрация
| Период | Период | Фамилия        | Партия | Примечания |
| ------ | ------ | -------------- | ------ | ---------- |
| 2001   | 2008   | Паскаль Муэн   |        |            |
| 2008   |        | Мишель Кадикоф |        |            |

## Экономика
В 2007 году среди 107 человек в трудоспособном возрасте (15—64 лет) 79 были экономически активными, 28 — неактивными (показатель активности — 73,8 %, в 1999 году было 63,9 %). Из 79 активных работали 74 человека (44 мужчины и 30 женщин), безработных было 5 (1 мужчина и 4 женщины). Среди 28 неактивных 7 человек были учениками или студентами, 10 — пенсионерами, 11 были неактивными по другим причинам.

## Достопримечательности
- Церковь Сен-Панталеон (XII век). Памятник истории с 2010 года[3]
- Замок Мазроль (XVI—XVII века). Памятник истории с 2002 года[4]

## Фотогалерея

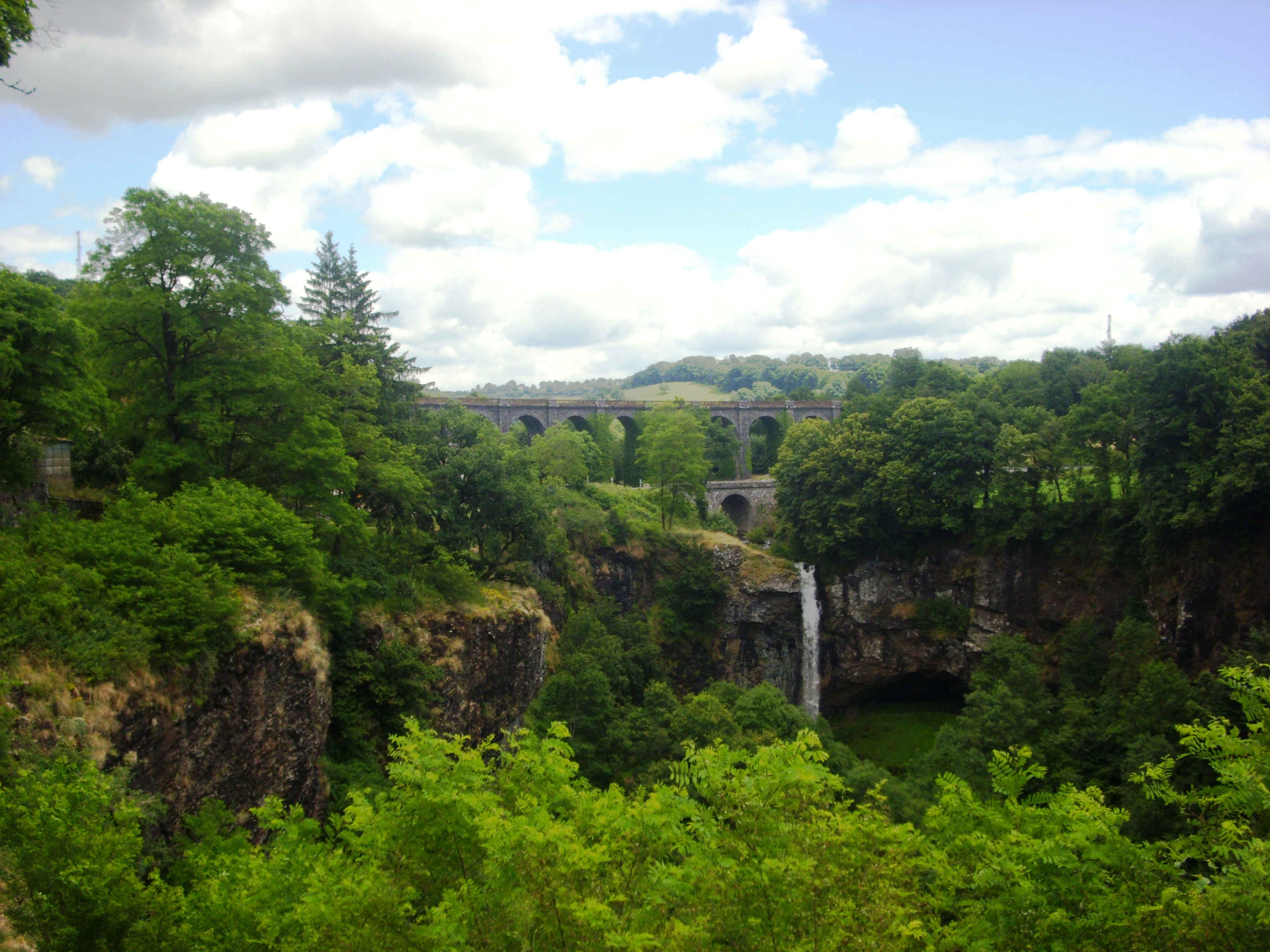
Водопад Оз
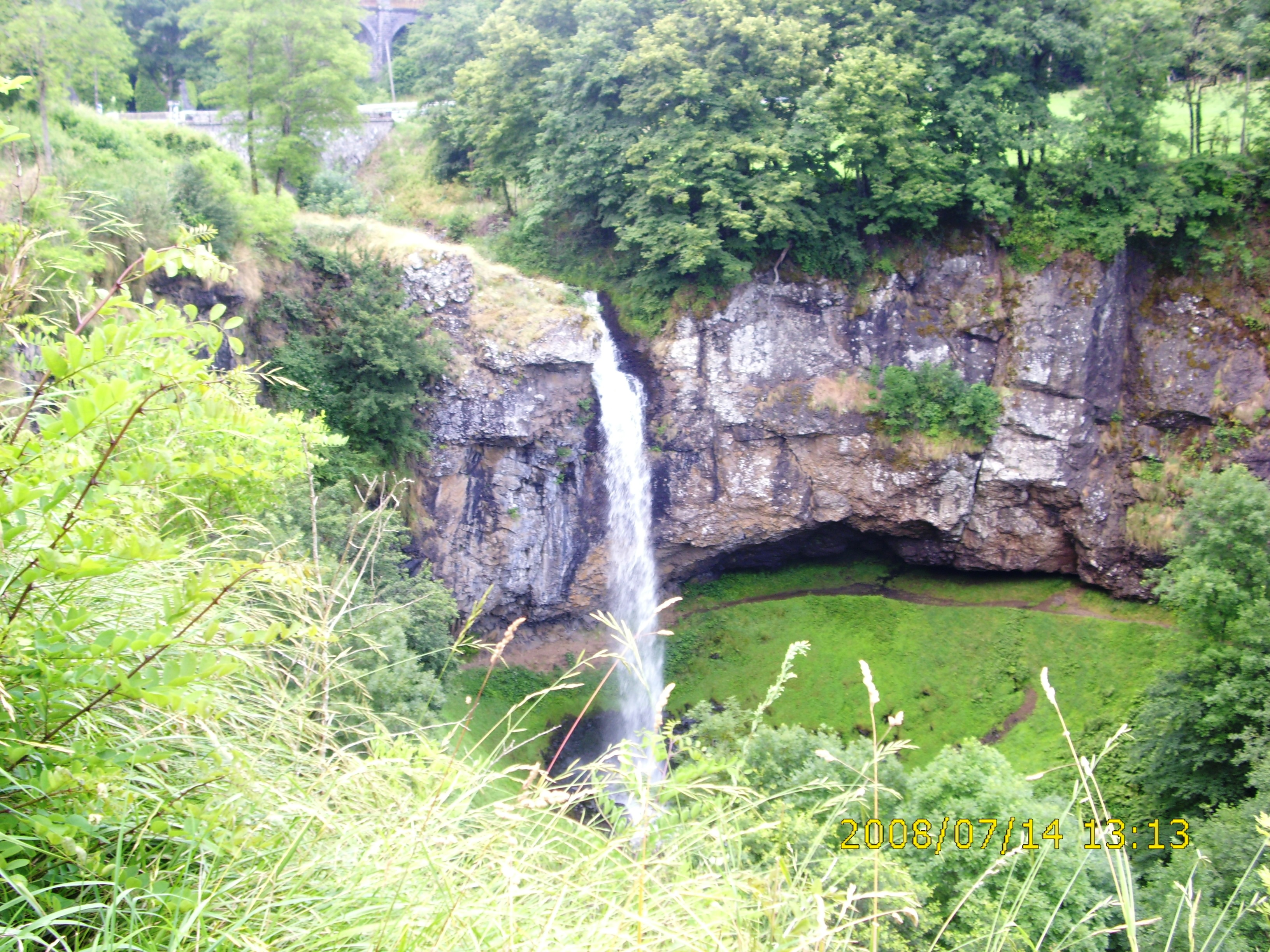
Водопад Оз
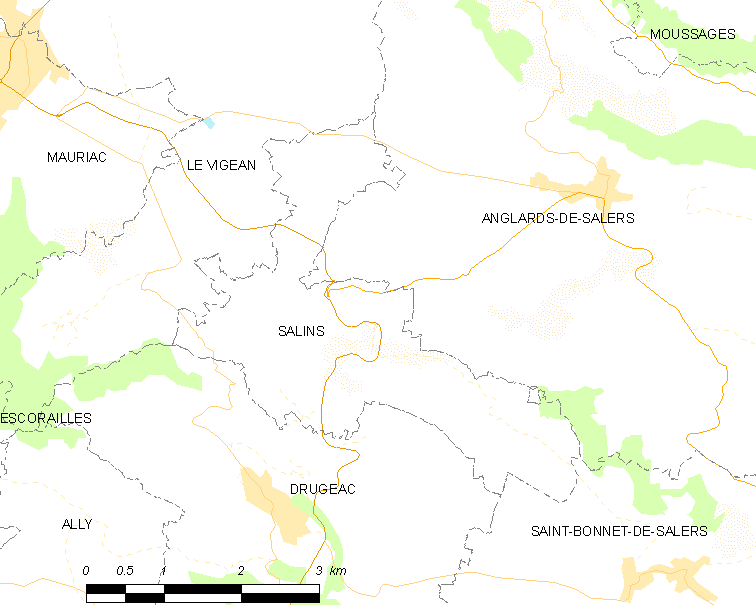
Карта коммуны